# Kim Smith (Model)
Kim Smith (* 3. März 1983 in Houston, Texas) ist ein US-amerikanisches Model und Schauspielerin. 

## Karriere
Smith wurde als Talent an der Highschool von Ty Kilinc entdeckt und modelte unter anderem  für Victoria’s Secret. Sie war in mehreren Musikvideos wie NSYNCs Bye Bye Bye und It's Gonna Be Me, in  Maroon 5s Wake Up Call und Aerosmiths Girls of Summer zu sehen.
2002 kam sie ins Filmgeschäft, zunächst mit einer Rolle in Van Wilder als Casey und  dann 2004 in Catwoman als Model Drina.

## Filmografie (Auswahl)
- 2002: Party Animals – Wilder geht’s nicht!
- 2004: Catwoman
- 2007: Friday Night Lights (Fernsehserie, 3 Episoden)
- 2009: Roommates (Fernsehserie, Episode The Old and the New)
- 2011: Romantically Challenged (Fernsehserie, Episode Perry Dates His Assistant)